# Counsel for the Defense
Counsel for the Defense er en amerikansk stumfilm fra 1925 instrueret af Burton L. King.

## Medvirkende
- Jay Hunt som Doc West
- Betty Compson som Katherine West
- House Peters som Arnold Bruce
- Rockliffe Fellowes som Harrison Blake
- Emmett King som Harvey Sherman
- Bernard Randall som Stephen Marcy
- George MacDonald som Hosea Hollingsworth